# San Luis Río Colorado
Pour les articles homonymes, voir San Luis.
San Luis Río Colorado est une ville mexicaine de l'État de Sonora, siège de la municipalité du même nom.

## Géographie

### Situation
La ville se situe à l'extrémité nord-ouest de l'État de Sonora, dans le grand désert d'Altar, à la frontière avec les États-Unis et en face de la ville de Yuma. Elle est arrosée à l'ouest par le Colorado, qui la sépare de Mexicali, bordée au sud par le golfe de Californie et limitrophe de la municipalité de Puerto Peñasco à l'est. Elle est le siège d'une municipalité dont le territoire s'étend sur 8 412,75 km2 dont 61,26 km2 pour la zone urbanisée.

### Urbanisme
San Luis Río Colorado, en fait, constitue la principale zone urbanisée de la municipalité qui comprend également les localités d'Ingeniero Luis B. Sánchez, Golfo de Santa Clara, sur le golfe de Californie, Nuevo Michoacán et Islita.

## Histoire
En 1907, la famille Osuna Domínguez fonde une colonie appelée Rancho San Luis. Devenue une colonie agricole militaire en 1917 sous le nom de San Luis Río Colorado, elle se développe et accède au statut de municipalité en 1939 puis à celui de ville (« ciudad ») en 1958.

## Politique et administration
La ville comprend un conseil municipal de 21 membres et un maire (« président municipal ») élus pour trois ans. Pour le mandat 2015-2018, le maire est José Enrique Reina Lizárraga, du Parti action nationale (PAN).

## Jumelages
- Mexicali (Mexique)
- Ensenada (Mexique)
- Tijuana (Mexique)
- Yuma (États-Unis)[Lequel ?]
- San Luis (États-Unis)[Lequel ?]
- Calexico (Californie) (États-Unis)
- El Centro (États-Unis)
- Chaoyang (Chine)